# Hokej na lodzie na Zimowych Igrzyskach Olimpijskich 2014 – turniej kobiet
Turniej olimpijski w hokeju na lodzie kobiet podczas XXII Zimowych Igrzysk Olimpijskich w Soczi był piątą edycją w historii i odbył się w dniach od 8 do 20 lutego 2014 roku. Do rywalizacji przystąpiło 8 drużyn, podzielonych na dwie grupy. Turniej obejmował dwadzieścia dwa spotkania: 12 w fazie grupowej, 4 w spotkaniach o miejsca 5-8, dwa ćwierćfinały, dwa półfinały oraz po jednym meczu o brązowy oraz złoty medal. W fazie grupowej zmagania toczyły się systemem kołowym (tj. każdy z każdym, po jednym meczu). Po zakończeniu tego poziomu rozgrywek rozpoczęła się decydująca faza pucharowa. W ćwierćfinałach zagrały ze sobą zespoły z miejsc 3-4 grupy A oraz 1-2 grupy B. Zwycięzcy tych spotkań spotkali się w półfinałach z dwoma najlepszymi zespołami z grupy A. W spotkaniach decydujących o kolejnych miejscach uczestniczyły dwa najgorsze zespoły grupy B oraz drużyny, które przegrały w ćwierćfinale.
Większość spotkań rozegrana została w hali Arena lodowa Szajba. Jedynie mecze o brązowy oraz złoty medal rozegrane zostały w Pałacu lodowym Bolszoj. W turnieju nie zadebiutowała żadna drużyna, zaś Japonia zagrała w turnieju olimpijskim pierwszy raz od 1998 roku.
Turniej był jednocześnie kwalifikacjami do mistrzostw świata w 2015 roku.
Obrończyniami złotych medali były Kanadyjki, które w Vancouver pokonały Amerykanki 2:0 (2:0, 0:0, 0:0).
Kanadyjki skutecznie obroniły mistrzostwo olimpijskie, pokonując w finale Amerykanki po dogrywce 3:2 (0:0, 0:1, 2:1, 1:0).

## Kwalifikacje
W porównaniu do poprzednich igrzysk liczba drużyn pretendujących do udziału w igrzyskach poprzez turnieje kwalifikacyjne zwiększyła się z 16 drużyn do 18. Uczestniczyły one w trójstopniowych kwalifikacjach. Drużyny, które zwyciężyły w decydującej – trzeciej rundzie zmagań awansowały do turnieju olimpijskiego. Już wcześniej na podstawie rankingu IIHF z roku 2012 miało zapewniony bezpośredni awans pięć drużyn oraz gospodarz turnieju – Rosja.

## Sędzie
Federacja IIHF wybrała sześć pań do sędziowania spotkań turnieju olimpijskiego jako sędzie główne, zaś dziewięć jako sędzie liniowe.
| Główne - Erin Blair - Melanie Bordeleau - Anna Eskola - Nicole Hertrich - Aina Hove - Joy Tottman |  | Liniowe - Therese Bjorkman - Denise Caughey - Stephanie Gagnon - Charlotte Girard - Alicia Hanrahan - Laura Johnson - Michaela Kúdelová - Ilona Novotná - Zuzana Svobodová |

## Składy
- Finlandia – Bramkarki: Meeri Räisänen, Noora Räty, Eveliina Suonpää, Obrończynie: Jenni Hiirikoski, Mira Jalosuo, Anna Kilponen, Rosa Lindstedt, Saija Tarkki, Emma Terho, Tea Villilä, Napastniczki: Venla Hovi, Michelle Karvinen, Emma Nuutinen, Anniina Rajahuhta, Karoliina Rantamäki, Vilma Tanskanen, Susanna Tapani, Nina Tikkinen, Minttu Tuominen, Riikka Välilä, Linda Välimäki, Trener: Mika Pieniniemi[2]
- Japonia – Bramkarki: Nana Fujimoto, Akane Konishi, Azusa Nakaoku, Obrończynie: Kanae Aoki, Mika Hori, Shiori Koike, Yoko Kondo, Sena Suzuki, Aina Takeuchi, Ayaka Toko, Tomoe Yamane, Napastniczki: Yurie Adachi, Moeko Fujimoto, Yuka Hirano, Hanae Kubo, Ami Nakamura, Chiho Osawa, Tomoko Sakagami, Miho Shishiuchi, Rui Ukita, Haruna Yoneyama, Trener: Yuji Iizuka[3]
- Kanada – Bramkarki: Charline Labonté, Geneviève Lacasse, Shannon Szabados, Obrończynie: Laura Fortino, Jocelyne Larocque, Meaghan Mikkelson, Lauriane Rougeau, Catherine Ward, Tara Watchorn, Napastniczki: Meghan Agosta-Marciano, Gillian Apps, Mélodie Daoust, Jayna Hefford, Haley Irwin, Brianne Jenner, Rebecca Johnston, Caroline Ouellette, Marie-Philip Poulin, Natalie Spooner, Jennifer Wakefield, Hayley Wickenheiser, Trener: Kevin Dineen[4]
- Niemcy – Bramkarki: Viona Harrer, Jennifer Harß, Ivonne Schröder, Obrończynie: Tanja Eisenschmid, Bettina Evers, Susanne Fellner, Susann Götz, Jessica Hammerl, Lisa Schuster, Anja Weisser, Napastniczki: Manuela Anwander, Maritta Becker, Monika Bittner, Franziska Busch, Jacqueline Janzen, Nina Kamenik, Sophie Kratzer, Andrea Lanzl, Sara Seiler, Kerstin Spielberger, Julia Zorn, Trener: Peter Kathan[5]
- Rosja – Bramkarki: Julija Leskina, Anna Prugowa, Anna Winogradowa, Obrończynie: Inna Diubanok, Angielina Gonczarienko, Aleksandra Kapustina, Alona Chomicz, Anna Szybanowa, Anna Szczukina, Swietłana Tkaczowa, Napastniczki: Tatjana Burina, Jelena Diergaczowa, Ija Gawriłowa, Jekatierina Lebiediewa, Jekatierina Paszkiewicz, Anna Szczukina, Galina Skiba, Jekatierina Smolencewa, Jekatierina Smolina, Olga Sosina, Aleksandra Wafina, Trener: Michaił Czekanow[6]
- Stany Zjednoczone – Bramkarki: Brianne McLaughlin, Molly Schaus, Jessie Vetter, Obrończynie: Kacey Bellamy, Megan Bozek, Gisele Marvin, Michelle Picard, Josephine Pucci, Anne Schleper, Lee Stecklein, Napastniczki: Alexandra Carpenter, Julie Chu, Kendall Coyne, Brianna Decker, Meghan Duggan, Lyndsey Fry, Amanda Kessel, Hilary Knight, Jocelyne Lamoureux, Monique Lamoureux-Kolls, Kelli Stack, Trener: Katey Stone[7]
- Szwajcaria – Bramkarki: Janine Alder, Sophie Anthamatten, Florence Schelling, Obrończynie: Livia Altmann, Laura Benz, Nicole Bullo, Sarah Forster, Angela Frautschi, Julia Marty, Sandra Thalmann, Napastniczki: Sara Benz, Romy Eggimann, Jessica Lutz, Stefany Marty, Alina Müller, Katrin Nabholz, Evelina Raselli, Lara Stalder, Phoebe Stanz, Anja Stiefel, Nina Waidacher, Trener: Rene Kammerer[8]
- Szwecja – Bramkarki: Sara Grahn, Kim Martin Hasson, Valentina Wallner, Obrończynie: Emilia Andersson, Lina Bäcklin, Linnea Bäckman, Emma Eliasson, Sofia Engström, Josefine Holmgren, Johanna Olofsson, Napastniczki: Jenni Asserholt, Anna Borgqvist, Erika Grahm, Maria Lindh, Michelle Löwenhielm, Emma Nordin, Fanny Rask, Erica Udén Johansson, Lina Wester, Pernilla Winberg, Cecilia Östberg, Trener: Nidas Hogberg[9]

## Faza grupowa
Czas rozpoczęcia spotkań według czasu środkowoeuropejskiego.

### Grupa A
Wyniki
| 8 lutego 2014 | Stany Zjednoczone | 3:1 | Finlandia | Arena lodowa Szajba, Soczi |

| Szczegóły     | Szczegóły                                                                 | Szczegóły       | Szczegóły                 | Szczegóły                                   |
| ------------- | ------------------------------------------------------------------------- | --------------- | ------------------------- | ------------------------------------------- |
| Godzina: 9:00 | Hilary Knight (EQ) 00:53 Kelli Stack (EQ) 27:42 Alex Carpenter (PP) 35:59 | (1:0, 2:0, 0:1) | 55:22 (PP) Susanna Tapani | Widzów: 4135 Sędzia główny: Nicole Hertrich |
| Godzina: 9:00 | 4 min. kar                                                                |                 | 8 min. kar                | Widzów: 4135 Sędzia główny: Nicole Hertrich |

| 8 lutego 2014 | Kanada | 5:0 | Szwajcaria | Arena lodowa Szajba, Soczi |

| Szczegóły      | Szczegóły | Szczegóły       | Szczegóły  | Szczegóły                             |
| -------------- | --- | --------------- | ---------- | ------------------------------------- |
| Godzina: 14:00 | Jocelyne Larocque (EQ) 01:25 Tara Watchorn (EQ) 06:30 Hayley Wickenheiser (SH) 23:54 Marie-Philip Poulin (EQ) 32:28 Rebecca Johnston (EQ) 36:10 | (2:0, 3:0, 0:0) |            | Widzów: 4386 Sędzia główny: Aina Hove |
| Godzina: 14:00 | 2 min. kar |                 | 4 min. kar | Widzów: 4386 Sędzia główny: Aina Hove |

| 10 lutego 2014 | Stany Zjednoczone | 9:0 | Szwajcaria | Arena lodowa Szajba, Soczi |

| Szczegóły      | Szczegóły | Szczegóły       | Szczegóły  | Szczegóły                                     |
| -------------- | --- | --------------- | ---------- | --------------------------------------------- |
| Godzina: 11:00 | Monique Lamoureux-Kolls (EQ) 09:20 Brianna Decker (EQ) 10:07 Amanda Kessel (EQ) 10:15 Hilary Knight (EQ) 14:23 Amanda Kessel (PP) 15:42 Monique Lamoureux-Kolls (EQ) 36:26 Kendall Coyne (EQ) 40:49 Kendall Coyne (EQ) 43:59 Alexandra Carpenter (EQ) 55:39 | (5:0, 1:0, 3:0) |            | Widzów: 3812 Sędzia główny: Melanie Bordeleau |
| Godzina: 11:00 | 4 min. kar |                 | 8 min. kar | Widzów: 3812 Sędzia główny: Melanie Bordeleau |

| 10 lutego 2014 | Finlandia | 0:3 | Kanada | Arena lodowa Szajba, Soczi |

| Szczegóły      | Szczegóły   | Szczegóły       | Szczegóły                                                                              | Szczegóły                               |
| -------------- | ----------- | --------------- | -------------------------------------------------------------------------------------- | --------------------------------------- |
| Godzina: 16:00 |             | (0:0, 0:0, 0:3) | 49:27 (PP) Meghan Agosta-Marciano 52:24 (EQ) Jayna Hefford 56:36 (EQ) Rebecca Johnston | Widzów: 4837 Sędzia główny: Joy Tottman |
| Godzina: 16:00 | 10 min. kar |                 | 12 min. kar                                                                            | Widzów: 4837 Sędzia główny: Joy Tottman |

| 12 lutego 2014 | Szwajcaria | 3:4 pd. | Finlandia | Arena lodowa Szajba, Soczi |

| Szczegóły     | Szczegóły                                                                  | Szczegóły            | Szczegóły | Szczegóły                              |
| ------------- | -------------------------------------------------------------------------- | -------------------- | --- | -------------------------------------- |
| Godzina: 9:00 | Romy Eggiman (EQ) 23:28 Phoebe Stanz (PP) 28:00 Stephanie Marty (PP) 56:25 | (0:2, 2:1, 1:0, 0:1) | Jenni Hiirikoski (EQ) 7:56 Michelle Karvinen (EQ) 9:55 Michelle Karvinen (PP) 35:31 Jenni Hiirikoski (EQ) 62:38 | Widzów: 4211 Sędzia główny: Erin Blair |
| Godzina: 9:00 | 31 min. kar                                                                |                      | 12 min. kar | Widzów: 4211 Sędzia główny: Erin Blair |

| 12 lutego 2014 | Kanada | 3:2 | Stany Zjednoczone | Arena lodowa Szajba, Soczi |

| Szczegóły      | Szczegóły                                                                              | Szczegóły       | Szczegóły                                   | Szczegóły                  |
| -------------- | -------------------------------------------------------------------------------------- | --------------- | ------------------------------------------- | -------------------------- |
| Godzina: 13:30 | M. Agosta-Marciano (PP) 42:24 H. Wickenheiser (EQ) 43:54 M. Agosta-Marciano (EQ) 54:55 | (0:0, 0:1, 3:1) | H. Knight (PP) 37:34 A. Schleper (EQ) 58:55 | Sędzia główny: Anna Eskola |
| Godzina: 13:30 | 8 min. kar                                                                             |                 | 10 min. kar                                 | Sędzia główny: Anna Eskola |

Tabela
| Lp. | Zespół            | M | Z | Zd | Pd | P | G+ | G- | +/− | Pkt |
| --- | ----------------- | - | - | -- | -- | - | -- | -- | --- | --- |
| 1.  | Kanada            | 3 | 3 | 0  | 0  | 0 | 11 | 2  | +9  | 9   |
| 2.  | Stany Zjednoczone | 3 | 2 | 0  | 0  | 1 | 14 | 4  | +10 | 6   |
| 3.  | Finlandia         | 3 | 0 | 1  | 0  | 2 | 5  | 9  | −4  | 2   |
| 4.  | Szwajcaria        | 3 | 0 | 0  | 1  | 2 | 3  | 18 | −15 | 1   |

    = awans do półfinału     = brak awansu do półfinału

### Grupa B
Wyniki
| 9 lutego 2014 | Szwecja | 1:0 | Japonia | Arena lodowa Szajba, Soczi |

| Szczegóły     | Szczegóły                  | Szczegóły       | Szczegóły  | Szczegóły                              |
| ------------- | -------------------------- | --------------- | ---------- | -------------------------------------- |
| Godzina: 9:00 | Jenni Asserholt (PP) 12:38 | (1:0, 0:0, 0:0) |            | Widzów: 2928 Sędzia główny: Erin Blair |
| Godzina: 9:00 | 8 min. kar                 |                 | 4 min. kar | Widzów: 2928 Sędzia główny: Erin Blair |

| 9 lutego 2014 | Rosja | 4:1 | Niemcy | Arena lodowa Szajba, Soczi |

| Szczegóły      | Szczegóły                                                                                               | Szczegóły       | Szczegóły                  | Szczegóły                               |
| -------------- | --- | --------------- | -------------------------- | --------------------------------------- |
| Godzina: 14:00 | Ija Gawriłowa (EQ) 45:04 Olga Sosina (PP) 48:49 Jekaterina Smolencewa (EQ) 49:27 Olga Sosina (EQ) 52:15 | (0:0, 0:1, 4:0) | Franziska Busch (EQ) 26:48 | Widzów: 5048 Sędzia główny: Anna Eskola |
| Godzina: 14:00 | 4 min. kar                                                                                              |                 | 8 min. kar                 | Widzów: 5048 Sędzia główny: Anna Eskola |

| 11 lutego 2014 | Niemcy | 0:4 | Szwecja | Arena lodowa Szajba, Soczi |

| Szczegóły      | Szczegóły  | Szczegóły       | Szczegóły                                                                                                 | Szczegóły                             |
| -------------- | ---------- | --------------- | --- | ------------------------------------- |
| Godzina: 11:00 |            | (0:1, 0:0, 0:3) | 01:00 (EQ) Emma Nordin 47:42 (EQ) Cecilia Östberg 50:31 (EQ) Johanna Olofsson 51:35 (EQ) Pernilla Winberg | Widzów: 4015 Sędzia główny: Aina Hove |
| Godzina: 11:00 | 4 min. kar |                 | 10 min. kar                                                                                               | Widzów: 4015 Sędzia główny: Aina Hove |

| 11 lutego 2014 | Rosja | 2:1 | Japonia | Arena lodowa Szajba, Soczi |

| Szczegóły      | Szczegóły                                              | Szczegóły       | Szczegóły             | Szczegóły                                   |
| -------------- | ------------------------------------------------------ | --------------- | --------------------- | ------------------------------------------- |
| Godzina: 16:00 | Tatiana Burina (EQ) 11:39 Aleksandra Wafina (SH) 51:36 | (1:0, 0:0, 1:1) | 40:33 (EQ) Ayaka Toko | Widzów: 4897 Sędzia główny: Nicole Hertrich |
| Godzina: 16:00 | 6 min. kar                                             |                 | 6 min. kar            | Widzów: 4897 Sędzia główny: Nicole Hertrich |

| 13 lutego 2014 | Japonia | 0:4 | Niemcy | Arena lodowa Szajba, Soczi |

| Szczegóły     | Szczegóły  | Szczegóły       | Szczegóły                                                                                | Szczegóły                                     |
| ------------- | ---------- | --------------- | ---------------------------------------------------------------------------------------- | --------------------------------------------- |
| Godzina: 9:00 |            | (0:1, 0:1, 0:2) | 13:23 (PP) M. Anwander 20:48 (EQ) F. Busch 58:31 (EQ) K. Spielberger 59:28 (EQ) F. Busch | Widzów: 2618 Sędzia główny: Melanie Bordeleau |
| Godzina: 9:00 | 8 min. kar |                 | 10 min. kar                                                                              | Widzów: 2618 Sędzia główny: Melanie Bordeleau |

| 13 lutego 2014 | Szwecja | 1:3 | Rosja | Arena lodowa Szajba, Soczi |

| Szczegóły      | Szczegóły             | Szczegóły       | Szczegóły                                                           | Szczegóły                               |
| -------------- | --------------------- | --------------- | ------------------------------------------------------------------- | --------------------------------------- |
| Godzina: 18:00 | P. Winberg (EQ) 38:58 | (0:1, 1:1, 0:1) | 08:38 (EQ) A. Szukina 29:20 (EQ) A. Komicz 58:07 (EQ) J. Smolencewa | Widzów: 5092 Sędzia główny: Joy Tottman |
| Godzina: 18:00 | 14 min. kar           |                 | 4 min. kar                                                          | Widzów: 5092 Sędzia główny: Joy Tottman |

Tabela
| Lp. | Zespół  | M | Z | Zd | Pd | P | G+ | G- | +/− | Pkt |
| --- | ------- | - | - | -- | -- | - | -- | -- | --- | --- |
| 1.  | Rosja   | 3 | 3 | 0  | 0  | 0 | 9  | 3  | +6  | 9   |
| 2.  | Szwecja | 3 | 2 | 0  | 0  | 1 | 6  | 3  | +3  | 6   |
| 3.  | Niemcy  | 3 | 1 | 0  | 0  | 2 | 5  | 8  | −3  | 3   |
| 4.  | Japonia | 3 | 0 | 0  | 0  | 3 | 1  | 7  | −6  | 0   |

    = awans do ćwierćfinału     = brak awansu do ćwierćfinału

## Mecze o miejsca 5-8.
| 16 lutego 2014 | Finlandia | 2:1 | Niemcy | Arena lodowa Szajba, Soczi |

| Szczegóły     | Szczegóły                                     | Szczegóły       | Szczegóły           | Szczegóły                             |
| ------------- | --------------------------------------------- | --------------- | ------------------- | ------------------------------------- |
| Godzina: 9:00 | J. Hiirikoski (PP) 1:15 M. Karvinen (EQ) 8:32 | (2:0, 0:1, 0:0) | 28:59 (PP) B. Evers | Widzów: 2009 Sędzia główny: Aina Hove |
| Godzina: 9:00 | 8 min. kar                                    |                 | 8 min. kar          | Widzów: 2009 Sędzia główny: Aina Hove |

| 16 lutego 2014 | Rosja | 6:3 | Japonia | Arena lodowa Szajba, Soczi |

| Szczegóły      | Szczegóły | Szczegóły       | Szczegóły                                                   | Szczegóły                               |
| -------------- | --- | --------------- | ----------------------------------------------------------- | --------------------------------------- |
| Godzina: 18:00 | A. Szukina (EQ) 16:12 A. Szokina (EQ) 26:44 G. Skiba (EQ) 27:33 O. Sosina (PP) 31:32 G. Skiba (PP) 49:39 T. Burina (PP) 55:42 | (1:0, 3:2, 2:1) | 26:14 (EQ) T. Yamane 26:50 (EQ) A. Toko 42:23 (EQ) C. Osawa | Widzów: 4793 Sędzia główny: Anna Eskola |
| Godzina: 18:00 | 6 min. kar |                 | 10 min. kar                                                 | Widzów: 4793 Sędzia główny: Anna Eskola |

Mecz o siódme miejsce
| 18 lutego 2014 | Niemcy | 3:2 | Japonia | Arena lodowa Szajba, Soczi |

| Szczegóły     | Szczegóły                                                  | Szczegóły       | Szczegóły                                 | Szczegóły                                     |
| ------------- | ---------------------------------------------------------- | --------------- | ----------------------------------------- | --------------------------------------------- |
| Godzina: 9:00 | S. Götz (PP) 09:18 J. Zorn (PP) 24:30 S. Seiler (EQ) 35:49 | (1:1, 2:0, 0:1) | 13:04 (EQ) H. Kubo 42:56 (EQ) H. Yoneyama | Widzów: 2012 Sędzia główny: Melanie Bordeleau |
| Godzina: 9:00 | 8 min. kar                                                 |                 | 12 min. kar                               | Widzów: 2012 Sędzia główny: Melanie Bordeleau |

Mecz o piąte miejsce
| 18 lutego 2014 | Finlandia | 4:0 | Rosja | Arena lodowa Szajba, Soczi |

| Szczegóły      | Szczegóły                                                                                 | Szczegóły       | Szczegóły   | Szczegóły                              |
| -------------- | ----------------------------------------------------------------------------------------- | --------------- | ----------- | -------------------------------------- |
| Godzina: 13:30 | L. Välimäki (EQ) 16:37 R. Välilä (EQ) 17:28 M. Karvinen (EQ) 42:30 M. Karvinen (PP) 43:31 | (2:0, 0:0, 2:0) |             | Widzów: 4112 Sędzia główny: Erin Blair |
| Godzina: 13:30 | 14 min. kar                                                                               |                 | 12 min. kar | Widzów: 4112 Sędzia główny: Erin Blair |

## Faza pucharowa
|  |              |              |              |                   |                   |                   |                   |           |        |        |       |       |       |
|  | Ćwierćfinały | Ćwierćfinały | Ćwierćfinały |                   |                   | Półfinały         | Półfinały         | Półfinały |        |        | Finał | Finał | Finał |
|  | Ćwierćfinały | Ćwierćfinały | Ćwierćfinały |                   |                   | Półfinały         | Półfinały         | Półfinały |        |        | Finał | Finał | Finał |
|  |              |              |              |                   |                   |                   |                   |           |        |        |       |       |       |
|  |              |              |              |                   |                   |                   |                   |           |        |        |       |       |       |
|  |              |              |              | Kanada            | Kanada            | 3                 |                   |           |        |        |       |       |       |
|  |              |              |              | Kanada            | Kanada            | 3                 |                   |           |        |        |       |       |       |
|  | Szwajcaria   | Szwajcaria   | 2            |                   |                   | Szwajcaria        | Szwajcaria        | 1         |        |        |       |       |       |
|  | Szwajcaria   | Szwajcaria   | 2            |                   |                   | Szwajcaria        | Szwajcaria        | 1         |        |        |       |       |       |
|  | Rosja        | Rosja        | 0            |                   |                   |                   |                   |           | Kanada | Kanada | 3     |       |       |
|  | Rosja        | Rosja        | 0            |                   |                   |                   |                   |           | Kanada | Kanada | 3     |       |       |
|  |              |              |              |                   |                   | Stany Zjednoczone | Stany Zjednoczone | 2         |        |        |       |       |       |
|  |              |              |              |                   |                   | Stany Zjednoczone | Stany Zjednoczone | 2         |        |        |       |       |       |
|  |              |              |              | Stany Zjednoczone | Stany Zjednoczone | 6                 |                   |           |        |        |       |       |       |
|  |              |              |              | Stany Zjednoczone | Stany Zjednoczone | 6                 |                   |           |        |        |       |       |       |
|  | Finlandia    | Finlandia    | 2            |                   |                   | Szwecja           | Szwecja           | 1         |        |        |       |       |       |
|  | Finlandia    | Finlandia    | 2            |                   |                   | Szwecja           | Szwecja           | 1         |        |        |       |       |       |
|  | Szwecja      | Szwecja      | 4            |                   |                   |                   |                   |           |        |        |       |       |       |
|  | Szwecja      | Szwecja      | 4            |                   |                   |                   |                   |           |        |        |       |       |       |

### Ćwierćfinały
| 15 lutego 2014 | Finlandia | 2:4 | Szwecja | Arena lodowa Szajba, Soczi |

| Szczegóły     | Szczegóły                                 | Szczegóły       | Szczegóły                                                                                | Szczegóły                                   |
| ------------- | ----------------------------------------- | --------------- | ---------------------------------------------------------------------------------------- | ------------------------------------------- |
| Godzina: 9:00 | V. Hovi (EQ) 33:16 E. Nuutinen (EQ) 45:21 | (0–0, 1–0, 1–4) | 40:48 (PP) A. Borgqvist 45:09 (EQ) L. Wester 55:45 (PP) E. Eliasson 59:19 (EN) E. Nordin | Widzów: 2917 Sędzia główny: Nicole Hertrich |
| Godzina: 9:00 | 12 min. kar                               |                 | 10 min. kar                                                                              | Widzów: 2917 Sędzia główny: Nicole Hertrich |

| 15 lutego 2014 | Szwajcaria | 2:0 | Rosja | Arena lodowa Szajba, Soczi |

| Szczegóły      | Szczegóły                                 | Szczegóły       | Szczegóły  | Szczegóły                               |
| -------------- | ----------------------------------------- | --------------- | ---------- | --------------------------------------- |
| Godzina: 13:30 | S. Marty (EQ) 10:46 L. Stalder (EN) 59:39 | (1:0, 0:0, 1:0) |            | Widzów: 4962 Sędzia główny: Joy Tottman |
| Godzina: 13:30 | 8 min. kar                                |                 | 2 min. kar | Widzów: 4962 Sędzia główny: Joy Tottman |

### Półfinały
| 17 lutego 2014 | Stany Zjednoczone | 6:1 | Szwecja | Arena lodowa Szajba, Soczi |

| Szczegóły      | Szczegóły | Szczegóły       | Szczegóły               | Szczegóły                                                                       |
| -------------- | --- | --------------- | ----------------------- | ------------------------------------------------------------------------------- |
| Godzina: 13:30 | A. Carpenter (PP) 06:10 K. Bellamy (EQ) 07:16 A. Kessel (EQ) 11:19 M. Lamoureux (PP) 25:41 M. Bozek (EQ) 32:17 B. Decker (EQ) 56:58 | (3:0, 2:0, 1:1) | 53:04 (EQ) A. Borgqvist | Widzów: 4542 Sędzia główny: Melanie Bordeleau Sędziowie liniowi: Denise Caughey |
| Godzina: 13:30 | 6 min. kar |                 | 8 min. kar              | Widzów: 4542 Sędzia główny: Melanie Bordeleau Sędziowie liniowi: Denise Caughey |

| 17 lutego 2014 | Kanada | 3:1 | Szwajcaria | Arena lodowa Szajba, Soczi |

| Szczegóły      | Szczegóły                                                        | Szczegóły       | Szczegóły          | Szczegóły                                                    |
| -------------- | ---------------------------------------------------------------- | --------------- | ------------------ | ------------------------------------------------------------ |
| Godzina: 18:00 | N. Spooner (EQ) 07:29 N. Spooner (PP) 11:10 M. Daoust (EQ) 11:33 | (3:0, 0:1, 0:0) | 25:14 (PP) J. Lutz | Sędzia główny: Erin Blair Sędziowie liniowi: Alicia Hanrahan |
| Godzina: 18:00 | 12 min. kar                                                      |                 | 10 min. kar        | Sędzia główny: Erin Blair Sędziowie liniowi: Alicia Hanrahan |

### Mecz o trzecie miejsce
| 20 lutego 2014 | Szwajcaria | 4:3 | Szwecja | Pałac lodowy Bolszoj, Soczi |

| Szczegóły      | Szczegóły                                                                       | Szczegóły       | Szczegóły                                                              | Szczegóły                                   |
| -------------- | ------------------------------------------------------------------------------- | --------------- | ---------------------------------------------------------------------- | ------------------------------------------- |
| Godzina: 13:00 | S. Benz (EQ) 41:18 P. Stanz (PP) 46:13 J. Lutz (EQ) 53:43 A. Müller (ENG) 58:53 | (0:1, 0:1, 4:1) | 14:00 (EQ) M. Löwenhielm 38:58 (EQ) E. Johansson 59:16 (EA) P. Winberg | Widzów: 8263 Sędzia główny: Nicole Hertrich |
| Godzina: 13:00 | 10 min. kar                                                                     |                 | 4 min. kar                                                             | Widzów: 8263 Sędzia główny: Nicole Hertrich |

### Finał
| 20 lutego 2014 | Kanada | 3:2 pd. | Stany Zjednoczone | Pałac lodowy Bolszoj, Soczi |

| Szczegóły      | Szczegóły                                                          | Szczegóły            | Szczegóły                                    | Szczegóły                                |
| -------------- | ------------------------------------------------------------------ | -------------------- | -------------------------------------------- | ---------------------------------------- |
| Godzina: 18:00 | B. Jenner (EQ) 56:34 M-P. Poulin (EA) 59:05 M-P. Poulin (PP) 68:10 | (0:0, 0:1, 2:1, 1:0) | 31:57 (EQ) M. Duggan 42:01 (EQ) A. Carpenter | Widzów: 10639 Sędzia główny: Joy Tottman |
| Godzina: 18:00 | 10 min. kar                                                        |                      | 14 min. kar                                  | Widzów: 10639 Sędzia główny: Joy Tottman |

## Klasyfikacja końcowa

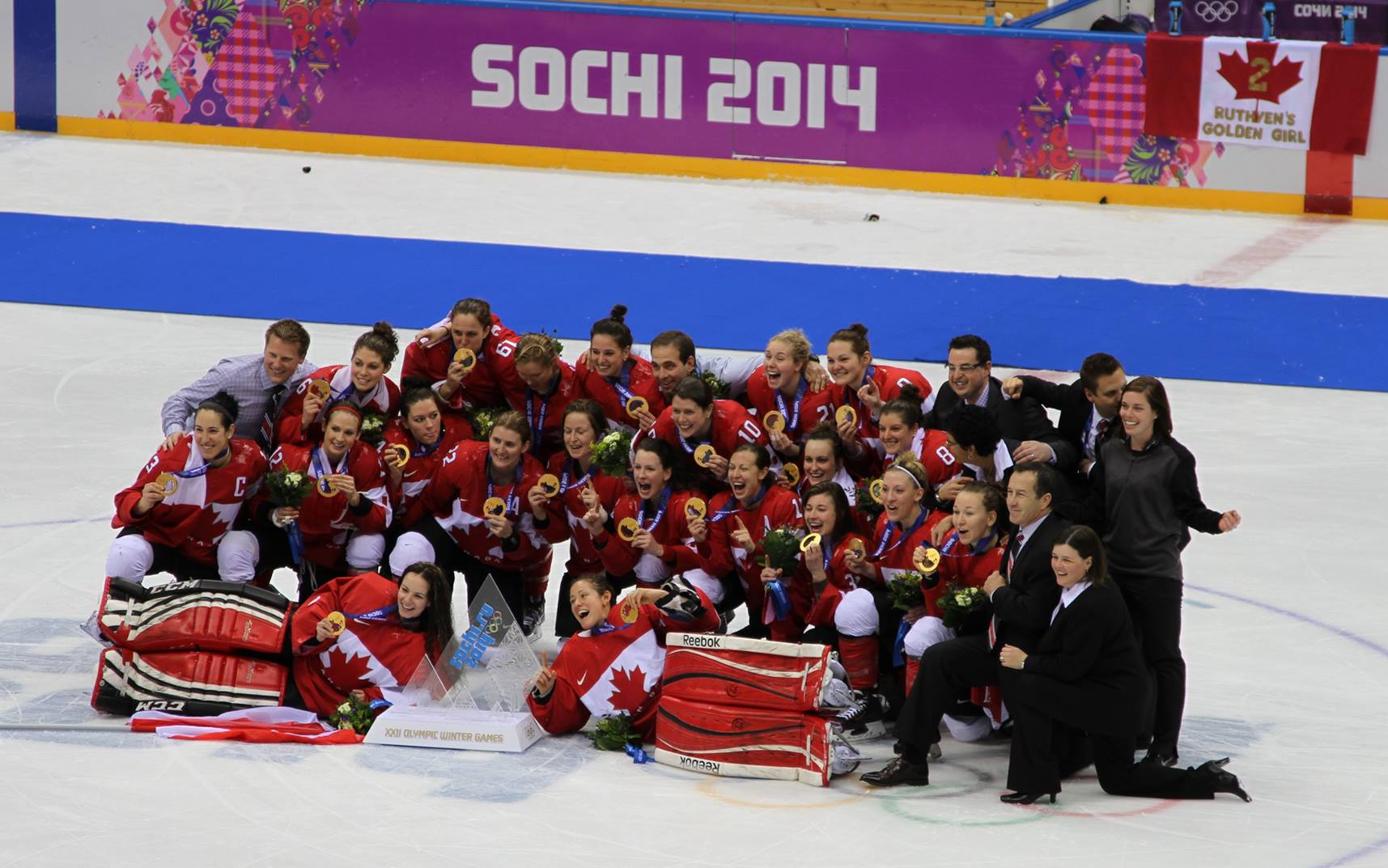
Ekipa Kanady po zdobyciu mistrzostwa olimpijskiego 2014

| Msc. | Reprezentacja     |
| ---- | ----------------- |
|      | Kanada            |
|      | Stany Zjednoczone |
|      | Szwajcaria        |
| 4    | Szwecja           |
| 5    | Finlandia         |
| DSQ  | Rosja             |
| 7    | Niemcy            |
| 8    | Japonia           |

## Statystyki
Zawodniczki z pola:
| Zawodnik               | Drużyna           | M | G | A | Pkt | +/− | MIN |
| ---------------------- | ----------------- | - | - | - | --- | --- | --- |
| Michelle Karvinen      | Finlandia         | 6 | 5 | 2 | 7   | +4  | 4   |
| Pernilla Winberg       | Szwecja           | 6 | 3 | 4 | 7   | +3  | 2   |
| Amanda Kessel          | Stany Zjednoczone | 5 | 3 | 3 | 6   | 0   | +8  |
| Hilary Knight          | Stany Zjednoczone | 5 | 3 | 3 | 6   | 6   | +1  |
| Kendall Coyne          | Stany Zjednoczone | 5 | 2 | 4 | 6   | 2   | +8  |
| Brianna Decker         | Stany Zjednoczone | 5 | 2 | 4 | 6   | 6   | +8  |
| Jekatierina Smolencewa | Rosja             | 6 | 2 | 4 | 6   | 2   | ±0  |
| Alexandra Carpenter    | Stany Zjednoczone | 5 | 4 | 1 | 5   | 2   | −1  |
| Franziska Busch        | Niemcy            | 5 | 3 | 2 | 5   | 2   | −4  |
| Marie-Philip Poulin    | Kanada            | 5 | 3 | 2 | 5   | 0   | +6  |

Bramkarki:
| Zawodnik          | Drużyna   | M | MIN    | SO | GAA  | %     |
| ----------------- | --------- | - | ------ | -- | ---- | ----- |
| Shannon Szabados  | Kanada    | 3 | 187:30 | 1  | 0,96 | 95,38 |
| Viona Harrer      | Niemcy    | 3 | 180:00 | 1  | 2,00 | 93,75 |
| Noora Räty        | Finlandia | 6 | 358:57 | 1  | 2,17 | 92,90 |
| Valentina Wallner | Szwecja   | 5 | 269:16 | 1  | 2,90 | 91,45 |
| Anna Prugowa      | Rosja     | 5 | 265:46 | 0  | 2,03 | 91,43 |

## Nagrody

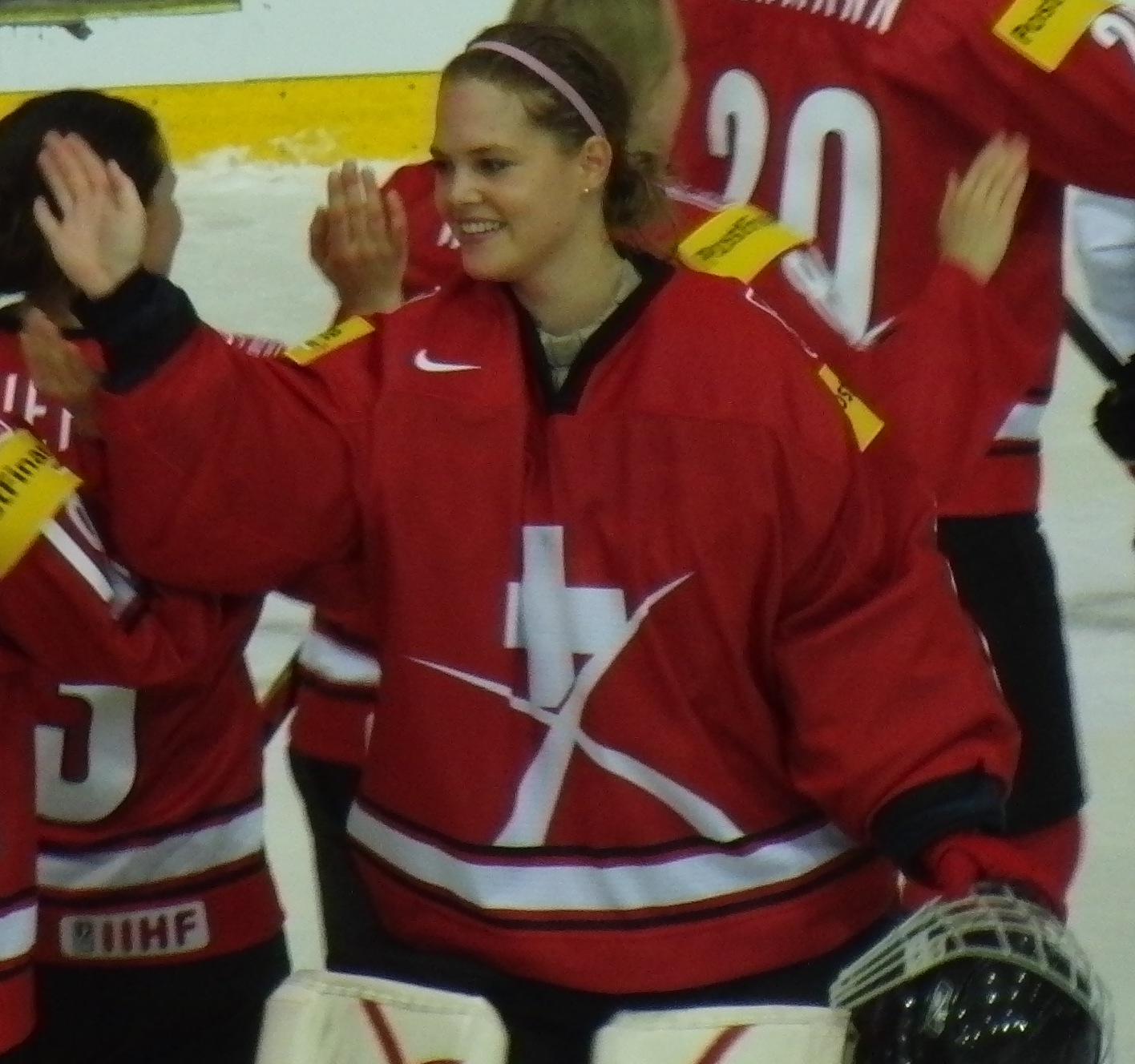
Florence Schelling MVP turnieju olimpijskiego.

Po zakończeniu turnieju wręczono najlepszym zawodniczkom nagrody:
- Najbardziej Wartościowa Zawodniczka (MVP) turnieju:  Florence Schelling
- Najlepszy bramkarka turnieju:  Florence Schelling
- Najlepszy obrończyni turnieju:  Jenni Hiirikoski
- Najlepszy napastniczka turnieju:  Michelle Karvinen

Skład gwiazd turnieju
- Bramkarka:  Florence Schelling
- Obrończyni:  Jenni Hiirikoski,  Megan Bozek
- Napastniczka:  Amanda Kessel,  Meghan Agosta-Marciano,  Hilary Knight